# Hélène Gerhards
Pour les articles homonymes, voir Gerhards.
 (21 novembre 2024).
Le texte peut changer fréquemment, n’est peut-être pas à jour et peut manquer de recul. 
Le titre et la description de l'acte concerné reposent sur la qualification juridique retenue lors de la rédaction de l'article et peuvent évoluer en même temps que celle-ci.
Hélène Gerhards, née le 16 avril 1975 à Brest, est une magistrate française. Elle se fait connaître du grand public pour sa mise en cause et son placement en détention provisoire pour détournement de fonds publics et trafic d'influence lors de son activité professionnelle en Corse.

## Biographie

### Jeunesse
Hélène Gerhards naît d'une mère professeure d'allemand et d'un père universitaire allemand mariés en 1968.
Pendant son enfance, ses parents déménagent souvent, elle a ainsi vécu dans plusieurs pays : France, Allemagne, États-Unis.

### Formation
Hélène Gerhards obtient une licence en Allemagne dont le mémoire est une comparaison du secret de l'instruction entre les systèmes français et allemand dans le cadre d'un cursus universitaire Erasmus. Elle est titulaire d'un DEA en droit privé option sciences criminelles[source insuffisante].
Entrant à l'École nationale de la magistrature, Hélène Gerhards y est auditrice de justice de 2001 à 2003.

### Carrière

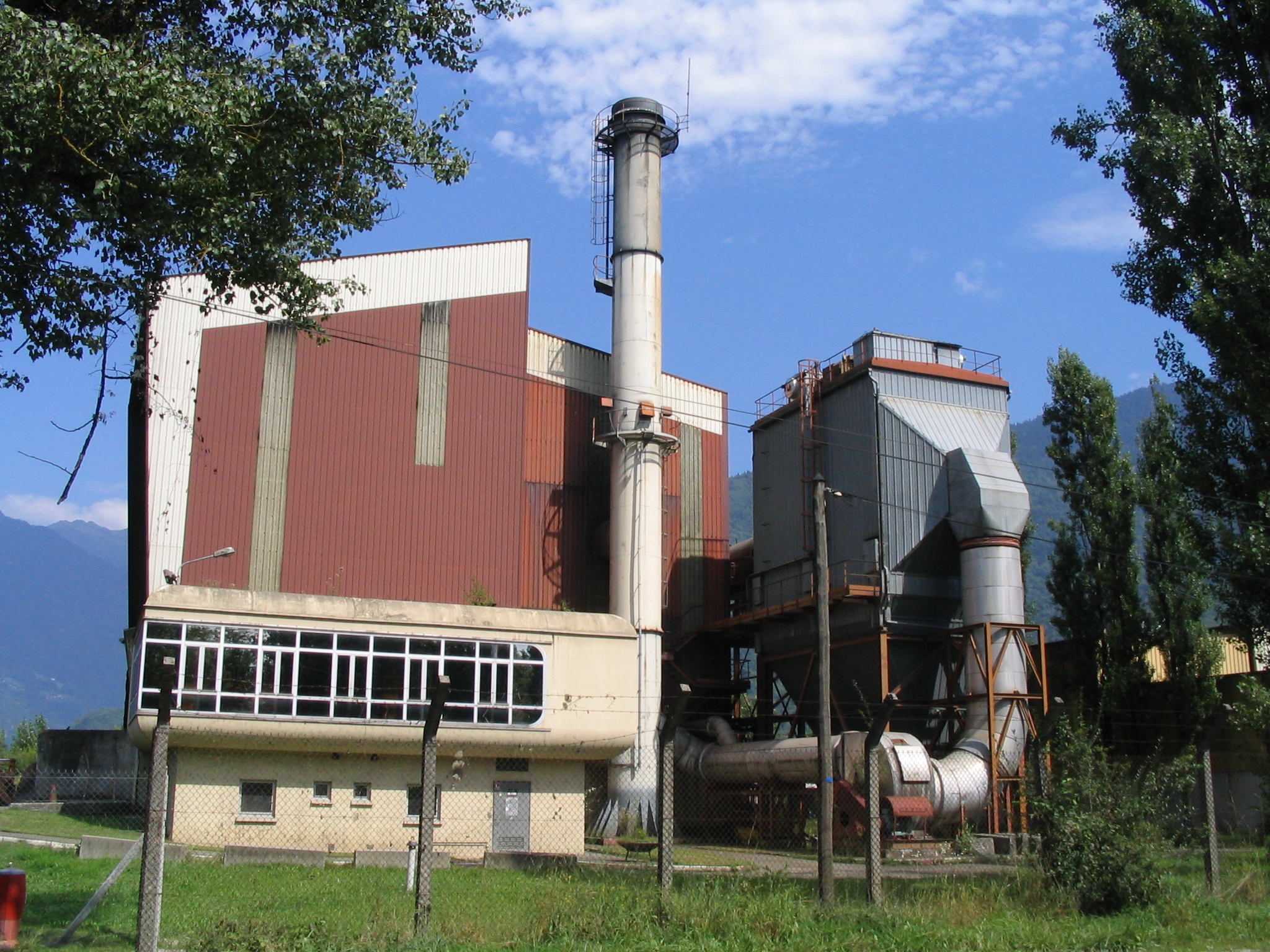
L'incinérateur de Gilly-sur-Isère.

Hélène Gerhards entame sa carrière comme juge d'instruction au tribunal de grande instance d'Albertville. Elle travaille ainsi sur un dossier mettant en cause des élus locaux dans la cadre d'une pollution à la dioxine par l'incinérateur de Gilly-sur-Isère,. Deux préfets sont également impliqués ainsi que l'entreprise chargée de l'exploitation de l’incinérateur. Le 21 mars 2005, le procureur d'Albertville lui demande de se dessaisir de ce dossier, mais elle refuse ; le 11 mai 2005, la Cour de cassation confirme qu'elle n'est pas tenue de se dessaisir du dossier. La dissolution du syndicat gestionnaire et plusieurs non-lieux ne permettent pas de déboucher sur des condamnations. Un documentaire de Clarisse Feletin lui est consacré quelques années plus tard,. 
Elle exerce ensuite la fonction de juge d'instruction à Ajaccio de 2010 à 2016,, où elle est placée, en février 2016, sous protection judiciaire pour des menaces de mort. Elle cherche alors à s'expatrier au Sénégal en qualité de magistrat de liaison. Elle est nommée vice-procureure à Toulouse en août 2016 puis conseillère à la cour d'appel d'Agen en août 2021.

## Affaire judiciaire
Le 6 avril 2024, elle est mise en examen et placée en détention provisoire notamment pour détournement de fonds publics et trafic d'influence lors de son activité professionnelle en Corse,. La mise en détention d'un magistrat est un événement rare,. Le 17 avril, elle est remise en liberté sous contrôle judiciaire, lui interdisant notamment d'exercer la profession de magistrate de l'ordre judiciaire. Le Premier ministre Gabriel Attal saisit le Conseil supérieur de la magistrature le 26 avril pour une procédure urgente d’interdiction temporaire d’exercice, le garde des Sceaux, Éric Dupond-Moretti, ne pouvant le faire puisqu'il a défendu son ex-mari lorsqu'il était avocat,.